# Futbol'nyj Klub Rotor 2013-2014
Questa voce raccoglie le informazioni riguardanti il Futbol'nyj Klub Rotor nelle competizioni ufficiali della stagione 2013-2014.

## Stagione
Alla seconda stagione consecutiva in PFN Ligi la squadra terminò il campionato al quindicesimo posto, ottenendo la salvezza sul campo, ma a fine stagione il club rinunciò a iscriversi, preferendo partecipare alla terza serie.

## Maglie
| Manica sinistra · Maglietta · Maglietta · Manica destra · Pantaloncini · Calzettoni | Manica sinistra · Maglietta · Maglietta · Manica destra · Pantaloncini · Calzettoni | Manica sinistra · Maglietta · Maglietta · Manica destra · Pantaloncini · Calzettoni |

## Rosa
| N. |                        | Ruolo | Calciatore         |
| -- | ---------------------- | ----- | ------------------ |
| 1  | Bielorussia (bandiera) | P     | Ilya Gavrilov      |
| 4  | Russia (bandiera)      | C     | Semen Fomin        |
| 5  | Russia (bandiera)      | D     | Dmitri Guzj        |
| 6  | Ucraina (bandiera)     | D     | Oleksandr Malygin  |
| 8  | Russia (bandiera)      | A     | Aleksey Pugin      |
| 10 | Russia (bandiera)      | C     | Artur Rylov        |
| 13 | Russia (bandiera)      | A     | Aleksandr Korotaev |
| 16 | Russia (bandiera)      | P     | Denis Pchelintsev  |
| 20 | Russia (bandiera)      | C     | Roman Voydel       |
| 22 | Russia (bandiera)      | D     | Nikita Gluškov     |
| 23 | Russia (bandiera)      | C     | Andrey Mikheev     |
| 27 | Russia (bandiera)      | D     | Mikhail Merkulov   |
| 29 | Russia (bandiera)      | C     | Maksim Yakovlev    |
| 31 | Russia (bandiera)      | D     | Andrey Vasyanovich |
| 33 | Francia (bandiera)     | D     | Abdel Lamanje      |

| N. |                        | Ruolo | Calciatore          |
| -- | ---------------------- | ----- | ------------------- |
| 66 | Russia (bandiera)      | D     | Vitaliy Ustinov     |
| 77 | Russia (bandiera)      | P     | Aleksandr Bondar    |
| 87 | Lettonia (bandiera)    | A     | Ivans Lukjanovs     |
| 88 | Russia (bandiera)      | D     | Ilya Zinin          |
| 92 | Russia (bandiera)      | D     | Dmitriy Kabutov     |
| -  | Russia (bandiera)      | P     | Denis Kniga         |
| -  | Russia (bandiera)      | D     | Pёtr Ten            |
| -  | Russia (bandiera)      | D     | Stepan Ryabokon     |
| -  | Armenia (bandiera)     | C     | Khoren Bayramyan    |
| -  | Russia (bandiera)      | C     | Aleksandr Nechaev   |
| -  | Russia (bandiera)      | A     | Khyzyr Appaev       |
| -  | Russia (bandiera)      | A     | Aleksandr Stavpets  |
| -  | Russia (bandiera)      | A     | Andrey Myazin       |
| -  | Bielorussia (bandiera) | A     | Dmitriy Komarovskiy |
| -  | Russia (bandiera)      | A     | Anton Archipov      |

## Risultati

### Campionato
| Arbitro: | Sergey Kulikov |

|                  |           |                                                                                       |
| Juan Lescano 63’ | Marcatori | 16’ Aleksandr Stavpets 31’ Aleksandr Stavpets 34’ Artur Rylov 74’ Dmitriy Komarovskiy |

| Arbitro: | Aleksey Matyunin |

|                        |           |                                    |
| Aleksandr Stavpets 52’ | Marcatori | 9’ Andrey Murnin 50’ Andrey Murnin |

| Orenburg 19 luglio 2013, ore 15:00 3ª giornata | Gazovik Orenburg | 0 – 0 referto | Rotor | Stadio Gazovik (3.500 spett.)\| Arbitro: \| Mikhail Vilkov \| |
| Arbitro:                                       | Mikhail Vilkov   |               |       |                                                               |

| Arbitro: | Vasili Miroshnichenko |

|                                                |           |  |
| Khyzyr Appaev 19’ Anton Archipov 90'+1’ (rig.) | Marcatori |  |

| Arbitro: | Kirill Levnikov |

|                                  |           |  |
| Aleksandr Manukovskiy 80’ (rig.) | Marcatori |  |

| Arbitro: | Maksim Layushkin |

|                 |           |              |
| Semen Fomin 49’ | Marcatori | 45'+1’ Diego |

| Arbitro: | Vladimir Kazmenko |

|  |           |                                         |
|  | Marcatori | 12’ Khyzyr Appaev 49’ Oleksandr Malygin |

| Volgograd 12 agosto 2013, ore 17:00 8ª giornata | Rotor        | 0 – 0 referto | Neftechimik | Stadio Zenit (8.500 spett.)\| Arbitro: \| Igor Fedotov \| |
| Arbitro:                                        | Igor Fedotov |               |             |                                                           |

| Arbitro: | Vladimir Moskalev |

|                                              |           |                    |
| Albert Tskhovrebov 11’ Otar Martsvaladze 50’ | Marcatori | 59’ Anton Archipov |

| Arbitro: | Roman Galimov |

|  |           |                                         |
|  | Marcatori | 59’ Semen Fomin 82’ Dmitriy Komarovskiy |

| Arbitro: | Igor Nizovtsev |

|  |           |                                             |
|  | Marcatori | 44’ Vyacheslav Krendelev 85’ Ilya Mykhalyov |

| Arbitro: | Vladimir Rogulev |

|                    |           |  |
| Andrey Mikheev 11’ | Marcatori |  |

| Arbitro: | Mikhail Vilkov |

|                            |           |                    |
| Nikita Glushkov 60’ (aut.) | Marcatori | 84’ Anton Archipov |

| Arbitro: | Vladimir Moskalev |

|                       |           |                                       |
| Andrey Vasyanovich 3’ | Marcatori | 39’ Mikhail Bagaev 60’ Tomas Mikuckis |

| Arbitro: | Sergey Kostevich |

|                                                                                  |           |  |
| Dmitri A. Smirnov 11’ Aleksandr Kutjin 32’ Sergey Ignatjev 35’ Evgeniy Savin 38’ | Marcatori |  |

| Arbitro: | Sergej Ivanov |

|                     |           |                 |
| Ivans Lukjanovs 34’ | Marcatori | 14’ Anton Bober |

| San Pietroburgo 13 ottobre 2013, ore 12:00 18ª giornata | Dinamo San Pietroburgo | 0 – 0 referto | Rotor | Stadio SK Petrovsky (1.300 spett.)\| Arbitro: \| Vyacheslav Popov \| |
| Arbitro:                                                | Vyacheslav Popov       |               |       |                                                                      |

| Arbitro: | Vladimir Kazmenko |

|  |           |                                            |
|  | Marcatori | 47’ Vladislav Ryzhkov 72’ Mikhail Markosov |

| Chabarovsk 23 ottobre 2013, ore 05:00 20ª giornata | SKA-Ėnergija  | 0 – 0 referto | Rotor | Lenin Stadion (2.000 spett.)\| Arbitro: \| Evgeni Turbin \| |
| Arbitro:                                           | Evgeni Turbin |               |       |                                                             |

| Arbitro: | Timur Arslanbekov |

|                  |           |                       |
| Roman Voydel 90’ | Marcatori | 77’ Nikolay Ivannikov |

| Arbitro: | Vladimir Rogulev |

|                             |           |  |
| Vladimir Korytko 88’ (rig.) | Marcatori |  |

| Arbitro: | Aleksey Matyunin |

|                                                       |           |  |
| Aleksandr Stavpets 25’ (rig.) Khoren Bayramyan 90'+1’ | Marcatori |  |

| Arbitro: | Sergey Kulikov |

|                                                       |           |                                                         |
| Dmitri Golubov 54’ Diego 57’ Abdel Lamanje 68’ (aut.) | Marcatori | 40’ (aut.) Evgeniy Osipov 84’ (rig.) Aleksandr Stavpets |

| Arbitro: | Anton Anopa |

|                                                                     |           |  |
| Aleksandr Stavpets 1’ Khyzyr Appaev 31’ (rig.) Khoren Bayramyan 64’ | Marcatori |  |

| Volgograd 9 marzo 2014, ore 12:00 26ª giornata | Rotor | 3 – 0 referto | Alanija Vladikavkaz | Stadio Zenit\| Arbitro: \| [[]] \| |
| Arbitro:                                       | [[]]  |               |                     |                                    |

| Arbitro: | Aleksey Sukhoy |

|                                               |           |                 |
| Parvizdzhon Umarbaev 23’ Roman Kosyanchuk 82’ | Marcatori | 62’ Artur Rylov |

| Arbitro: | German Kravchenko |

|                   |           |                                            |
| Aleksey Pugin 81’ | Marcatori | 42’ Vitaliy Kalenkovich 64’ Maksim Votinov |

| Arbitro: | Aleksey Eskov |

|                                    |           |                     |
| Ruslan Koryan 5’ Denis Klopkov 42’ | Marcatori | 68’ Dmitriy Kabutov |

| Volgograd 9 aprile 2014, ore 12:00 31ª giornata | Rotor | 3 – 0 referto | Energomaš | Stadio Zenit\| Arbitro: \| [[]] \| |
| Arbitro:                                        | [[]]  |               |           |                                    |

| Arbitro: | Sergey Lapochkin |

|                                      |           |                                 |
| Khoren Bayramyan 48’ Semen Fomin 62’ | Marcatori | 30’ Igor Kireev 76’ Igor Kireev |

| Arbitro: | Igor Nizovtsev |

|                 |           |  |
| Lukas Tesak 61’ | Marcatori |  |

| Arbitro: | Sergey Kulikov |

|                          |           |                   |
| Khyzyr Appaev 79’ (rig.) | Marcatori | 68’ Igor Kaleshin |

| Arbitro: | Anton Anopa |

|                                            |           |  |
| Rustem Mukhametshin 20’ Aleksey Ivanov 55’ | Marcatori |  |

| Arbitro: | Lasha Verulidze |

|                                                         |           |                      |
| Pёtr Ten 17’ (rig.) Andrey Myazin 37’ Aleksey Pugin 40’ | Marcatori | 78’ Mikhail Biryukov |

| Arbitro: | Roman Galimov |

|                                                |           |                                              |
| Eugeniu Cebotaru 14’ (rig.) Tomas Vychodil 24’ | Marcatori | 36’ Dmitriy Kabutov 45’ (rig.) Khyzyr Appaev |

| Arbitro: | Evgeni Turbin |

|                        |           |  |
| Dmitriy Kabutov 90'+1’ | Marcatori |  |

### Coppa di Russia
| Arbitro: | Artem Chistyakov |

|  |           |                        |
|  | Marcatori | 35’ Aleksandr Korotaev |

| Arbitro: | Kirill Levnikov |

|  |                      |  |
|  | Tiri di rigore 4 – 3 |  |

| Volgograd 2 marzo 2014, ore 00:00 Ottavi | Rotor | 3 – 0 referto | Energomaš | Stadio Zenit |

| Arbitro: | Timur Arslanbekov |

|                                                               |           |  |
| Alexandru Gatcan 8’ Jano Ananidze 60’ Artem Dzyuba 75’ (rig.) | Marcatori |  |